# A Home Too Far
Pour plus de détails, voir Fiche technique et Distribution.
A Home Too Far (異域, Yi yu) est un film de guerre taïwanais réalisé par Kevin Chu (en) et sorti en 1990 à Taïwan.
C'est l'adaptation du roman de Bo Yang, The Alien Realm, basé sur l'histoire de la 93e division du général Li Mi de l'Armée de terre de la république de Chine ayant trouvé refuge à Santikhiri (en) à la frontière entre la Birmanie et la Thaïlande.

## Synopsis
En 1949, la guerre civile chinoise se termine avec la défaite de la république de Chine et l’établissement de la république populaire de Chine par les communistes. Des soldats de la 93e division de l'Armée de terre de la république de Chine emmènent leurs familles avec eux et traversent la région sud-ouest de la Chine pour se réfugier en Birmanie. La traversée à travers la jungle est parsemée d'accidents et de pénurie de nourritures, mais les survivants atteignent la frontière sino-birmane et s'y installent. Ils construisent un village et forment une alliance avec un groupe armé local pour résister aux attaques du gouvernement birman. Plus tard, le gouvernement en exil de la république de Chine propose de rapatrier les soldats et leurs familles à Taïwan, mais certains sont déçus de lui et décident de rester (en).

## Fiche technique
- Titre original : 異域
- Titre international : A Home Too Far
- Réalisation : Kevin Chu (en)
- Scénario : Shiao Yun-chiao, Yeh Yun-chiao, Chang Kwang-dou et Lin Ching-sin
- Photographie : Chen Yung-shu
- Montage : Huang Cheng-chang et Chou Te-yang
- Musique : Ricky Ho
- Production : Jimmy Heung et Wallace Cheung
- Société de production : Yen Ping Films Production et Movie Impact
- Société de distribution : Scholar Films Company Limited
- Pays d'origine :  Taïwan
- Langue originale : mandarin
- Format : couleur
- Genre : guerre
- Durée : 122 minutes
- Dates de sortie :
  -  Taïwan : 28 août 1990
  -  Hong Kong : 29 novembre 1990
  -  Corée du Sud : 20 avril 1991

## Distribution
- Andy Lau : Petit Tu/Hua Chung-hsing
- Tou Chung-hua (en) : Deng Ke-pao
- Ko Chun-hsiung : le général Li Kuo-hui
- Ku Feng : le général Li Mi
- Siqin Gaowa (en) : la femme de Li Kuo-hui